# Copleymedaljen
Copleymedaljen, instiftad 1731, är Royal Societys finaste medalj. Den delas årligen ut "för enastående forskningsprestationer inom vilken gren av naturvetenskapen som helst". Medaljen består av förgyllt silver och den åtföljs av en prissumma som uppgår till 25 000 brittiska pund.

## Pristagare
| År   | Namn                                        | Anteckning                                                            |
| ---- | ------------------------------------------- | --------------------------------------------------------------------- |
| 1731 | Stephen Gray (1666–1736)                    | brittisk astronom                                                     |
| 1732 | Stephen Gray (1666–1736)                    | brittisk astronom                                                     |
| 1734 | John Theophilus Desaguliers (1683–1744)     |                                                                       |
| 1736 | John Theophilus Desaguliers (1683–1744)     |                                                                       |
| 1737 | John Belchier (1706–1785)                   |                                                                       |
| 1738 | James Valoue                                |                                                                       |
| 1739 | Stephen Hales (1677–1761)                   | brittisk växtfysiolog och präst                                       |
| 1740 | Alexander Stuart (1673–1742)                |                                                                       |
| 1741 | John Theophilus Desaguliers (1683–1744)     |                                                                       |
| 1742 | Christopher Middleton                       |                                                                       |
| 1743 | Abraham Trembley (1710–1784)                |                                                                       |
| 1744 | Henry Baker (1698–1774)                     |                                                                       |
| 1745 | William Watson (1715–1787)                  |                                                                       |
| 1746 | Benjamin Robins (1707–1751)                 | engelsk ingenjör och matematiker                                      |
| 1747 | Gowin Knight (1713–1772)                    |                                                                       |
| 1748 | James Bradley (1693–1762)                   | engelsk astronom                                                      |
| 1749 | John Harrison (1693–1776)                   | engelsk snickare och urmakare                                         |
| 1750 | George Edwards (1694–1773)                  |                                                                       |
| 1751 | John Canton (1718–1772)                     | engelsk naturforskare                                                 |
| 1752 | John Pringle (1707–1782)                    |                                                                       |
| 1753 | Benjamin Franklin (1706–1790)               | amerikansk boktryckare, vetenskapsman, diplomat och politiker         |
| 1754 | William Lewis (1708–1790)                   |                                                                       |
| 1755 | John Huxham (1692–1768)                     |                                                                       |
| 1756 | Ingen prisutdelning                         | Ingen prisutdelning                                                   |
| 1757 | Charles Cavendish (1704–1783)               |                                                                       |
| 1758 | John Dollond (1706–1761)                    | brittisk optiker och uppfinnare                                       |
| 1759 | John Smeaton (1724–1792)                    | brittisk ingenjör                                                     |
| 1760 | Benjamin Wilson (1721–1788)                 | engelsk grafiker, målare och vetenskapsman                            |
| 1761 | Ingen prisutdelning                         | Ingen prisutdelning                                                   |
| 1762 | Ingen prisutdelning                         | Ingen prisutdelning                                                   |
| 1763 | Ingen prisutdelning                         | Ingen prisutdelning                                                   |
| 1764 | John Canton (1718–1772)                     | engelsk naturforskare                                                 |
| 1765 | Ingen prisutdelning                         | Ingen prisutdelning                                                   |
| 1766 | William Brownrigg (1711–1800)               |                                                                       |
| 1766 | Edward Delaval (1729–1814)                  |                                                                       |
| 1766 | Henry Cavendish (1731–1810)                 | brittisk kemist och fysiker                                           |
| 1767 | John Ellis (ca 1710 – 1776)                 | brittisk naturforskare, botaniker och köpman                          |
| 1768 | Peter Woulfe (ca 1727 – 1803)               |                                                                       |
| 1769 | William Hewson (1739–1774)                  |                                                                       |
| 1770 | William Hamilton (1730–1803)                | skotsk diplomat, arkeolog och vulkanolog                              |
| 1771 | Matthew Raper (1705–1778)                   |                                                                       |
| 1772 | Joseph Priestley (1733–1804)                | engelsk filosof, kemist och frikyrkopastor                            |
| 1773 | John Walsh (1726–1795)                      |                                                                       |
| 1774 | Ingen prisutdelning                         | Ingen prisutdelning                                                   |
| 1775 | Nevil Maskelyne (1732–1811)                 |                                                                       |
| 1776 | James Cook (1728–1779)                      | brittisk kommendörkapten, navigatör och upptäcktsresande              |
| 1777 | John Mudge (1721–1793)                      |                                                                       |
| 1778 | Charles Hutton (1737–1823)                  | engelsk matematiker                                                   |
| 1779 | Ingen prisutdelning                         | Ingen prisutdelning                                                   |
| 1780 | Samuel Vince (1749–1821)                    |                                                                       |
| 1781 | William Herschel                            | tysk-brittisk astronom                                                |
| 1782 | Richard Kirwan                              | irländsk kemist och geolog                                            |
| 1783 | John Goodricke                              | engelsk astronom                                                      |
| 1783 | Thomas Hutchins                             |                                                                       |
| 1784 | Edward Waring                               |                                                                       |
| 1785 | William Roy                                 |                                                                       |
| 1786 | Ingen prisutdelning                         | Ingen prisutdelning                                                   |
| 1787 | John Hunter                                 |                                                                       |
| 1788 | Charles Blagden                             |                                                                       |
| 1789 | William Morgan                              |                                                                       |
| 1790 | Ingen prisutdelning                         | Ingen prisutdelning                                                   |
| 1791 | James Rennell                               |                                                                       |
| 1791 | Jean-André Deluc                            |                                                                       |
| 1792 | Benjamin Rumford                            |                                                                       |
| 1793 | Ingen prisutdelning                         | Ingen prisutdelning                                                   |
| 1794 | Alessandro Volta                            |                                                                       |
| 1795 | Jesse Ramsden                               |                                                                       |
| 1796 | George Attwood                              |                                                                       |
| 1797 | Ingen prisutdelning                         | Ingen prisutdelning                                                   |
| 1798 | George Shuckburgh                           |                                                                       |
| 1798 | Evelyn Charles Hatchett                     |                                                                       |
| 1799 | John Hellins                                |                                                                       |
| 1800 | Edward Howard                               |                                                                       |
| 1801 | Astley Paston Cooper                        |                                                                       |
| 1802 | William Hyde Wollaston                      |                                                                       |
| 1803 | Richard Chenevix                            |                                                                       |
| 1804 | Smithson Tennant                            |                                                                       |
| 1805 | Humphry Davy                                |                                                                       |
| 1806 | Thomas Andrew Knight                        |                                                                       |
| 1807 | Everard Home                                |                                                                       |
| 1808 | William Henry                               |                                                                       |
| 1809 | Edward Troughton                            |                                                                       |
| 1810 | Ingen prisutdelning                         | Ingen prisutdelning                                                   |
| 1811 | Benjamin Collins Brodie                     |                                                                       |
| 1812 | Ingen prisutdelning                         | Ingen prisutdelning                                                   |
| 1813 | William Thomas Brande                       |                                                                       |
| 1814 | James Ivory                                 |                                                                       |
| 1815 | David Brewster                              |                                                                       |
| 1816 | Ingen prisutdelning                         | Ingen prisutdelning                                                   |
| 1817 | Henry Kater                                 |                                                                       |
| 1818 | Robert Seppings                             |                                                                       |
| 1819 | Ingen prisutdelning                         | Ingen prisutdelning                                                   |
| 1820 | Hans Christian Ørsted                       |                                                                       |
| 1821 | Edward Sabine                               |                                                                       |
| 1821 | John Frederick William Herschel             |                                                                       |
| 1822 | William Buckland                            |                                                                       |
| 1823 | John Pond                                   |                                                                       |
| 1824 | John Brinkley                               |                                                                       |
| 1825 | Francois Arago                              |                                                                       |
| 1825 | Peter Barlow                                |                                                                       |
| 1826 | James South                                 |                                                                       |
| 1827 | William Prout                               |                                                                       |
| 1827 | Henry Foster                                |                                                                       |
| 1828 | Ingen prisutdelning                         | Ingen prisutdelning                                                   |
| 1829 | Ingen prisutdelning                         | Ingen prisutdelning                                                   |
| 1830 | Ingen prisutdelning                         | Ingen prisutdelning                                                   |
| 1831 | George Biddell Airy                         |                                                                       |
| 1832 | Michael Faraday                             |                                                                       |
| 1832 | Siméon Denis Poisson                        |                                                                       |
| 1833 | Ingen prisutdelning                         | Ingen prisutdelning                                                   |
| 1834 | Giovanni Plana                              |                                                                       |
| 1835 | William Snow Harris                         |                                                                       |
| 1836 | Jöns Jacob Berzelius                        |                                                                       |
| 1836 | Francis Kiernan                             |                                                                       |
| 1837 | Antoine Becquerel                           |                                                                       |
| 1837 | John Frederic Daniell                       |                                                                       |
| 1838 | Carl Friedrich Gauss                        |                                                                       |
| 1838 | Michael Faraday                             |                                                                       |
| 1839 | Robert Brown                                |                                                                       |
| 1840 | Jacques Charles François Sturm (1803–1855)  | fransk matematiker                                                    |
| 1840 | Justus von Liebig (1803–1873)               | tysk kemist                                                           |
| 1841 | Georg Simon Ohm (1789–1854)                 | tysk fysiker                                                          |
| 1842 | James MacCullagh (1809–1847)                | irländsk matematiker                                                  |
| 1843 | Jean-Baptiste Dumas (1800–1884)             | fransk kemist                                                         |
| 1844 | Carlo Matteucci (1811–1868)                 | italiensk fysiker och neurofysiolog                                   |
| 1845 | Theodor Schwann (1810–1872)                 | tysk fysiolog och zoolog                                              |
| 1846 | Urbain Jean Joseph Le Verrier (1811–1877)   | fransk matematiker och astronom                                       |
| 1847 | John Herschel (1792–1871)                   | brittisk matematiker, astronom, kemist och fotografisk pionjär        |
| 1848 | John Couch Adams (1819–1892)                | brittisk matematiker och astronom                                     |
| 1849 | Roderick Impey Murchison (1792–1871)        | brittisk geolog                                                       |
| 1850 | Peter Andreas Hansen (1795–1874)            | dansk astronom                                                        |
| 1851 | Richard Owen (1804–1892)                    | brittisk biolog, anatom och paleontolog                               |
| 1852 | Alexander von Humboldt (1769–1859)          | tysk forskningsresande och naturforskare                              |
| 1853 | Heinrich Wilhelm Dove (1803–1879)           | tysk fysiker och meteorolog                                           |
| 1854 | Johannes Peter Müller (1801–1858)           | tysk fysiolog, anatom och iktyolog                                    |
| 1855 | Jean Bernard Léon Foucault (1819–1868)      | fransk fysiker                                                        |
| 1856 | Henri Milne-Edwards (1800–1885)             | fransk läkare och zoolog                                              |
| 1857 | Michel Eugène Chevreul (1786–1889)          | fransk kemist                                                         |
| 1858 | Charles Lyell (1797–1875)                   | brittisk geolog och jurist                                            |
| 1859 | Wilhelm Eduard Weber (1804–1891)            | tysk fysiker                                                          |
| 1860 | Robert Wilhelm Bunsen (1811–1899)           | tysk kemist                                                           |
| 1861 | Louis Agassiz (1807–1873)                   | schweizisk-amerikansk zoolog, glaciolog och geolog                    |
| 1862 | Thomas Graham (1805–1869)                   | brittisk kemist                                                       |
| 1863 | Adam Sedgwick (1785–1873)                   | brittisk geolog                                                       |
| 1864 | Charles Darwin (1809–1882)                  | brittisk naturforskare                                                |
| 1865 | Michel Chasles (1793–1880)                  | fransk matematiker                                                    |
| 1866 | Julius Plücker (1801–1868)                  | tysk matematiker och fysiker                                          |
| 1867 | Karl Ernst von Baer (1792–1876)             | estnisk-tysk biolog                                                   |
| 1868 | Charles Wheatstone (1802–1875)              | brittisk naturvetenskapsman och uppfinnare                            |
| 1869 | Henri Victor Regnault (1810–1878)           | fransk kemist och fysiker                                             |
| 1870 | James Prescott Joule (1818–1889)            | brittisk fysiker och bryggare                                         |
| 1871 | Julius Robert von Mayer (1814–1878)         | tysk läkare och fysiker                                               |
| 1872 | Friedrich Wöhler (1800–1882)                | tysk kemist                                                           |
| 1873 | Hermann von Helmholtz (1821–1894)           | tysk läkare och fysiker                                               |
| 1874 | Louis Pasteur (1822–1895)                   | fransk kemist och mikrobiolog                                         |
| 1875 | August Wilhelm von Hofmann (1818–1892)      | tysk kemist                                                           |
| 1876 | Claude Bernard (1813–1878)                  | fransk fysiolog                                                       |
| 1877 | James Dwight Dana (1813–1895)               | amerikansk geolog, mineralog och zoolog                               |
| 1878 | Jean-Baptiste Boussingault (1802–1887)      | fransk kemist                                                         |
| 1879 | Rudolf Clausius (1822–1888)                 | tysk fysiker och matematiker                                          |
| 1880 | James Joseph Sylvester (1814–1897)          | brittisk matematiker                                                  |
| 1881 | Adolphe Wurtz (1817–1884)                   | fransk kemist                                                         |
| 1882 | Arthur Cayley (1821–1895)                   | brittisk matematiker                                                  |
| 1883 | Lord Kelvin (1824–1907)                     | brittisk matematisk fysiker, ingenjör och uppfinnare                  |
| 1884 | Carl Ludwig (1816–1895)                     | tysk läkare och fysiolog                                              |
| 1885 | August Kekulé (1829–1896)                   | tysk organisk kemist                                                  |
| 1886 | Franz Ernst Neumann (1798–1895)             | tysk mineralog, fysiker och matematiker                               |
| 1887 | Joseph Dalton Hooker (1817–1911)            | brittisk botaniker och forskningsresande                              |
| 1888 | Thomas Henry Huxley (1825–1895)             | brittisk biolog                                                       |
| 1889 | George Salmon (1819–1904)                   | brittisk matematiker och teolog                                       |
| 1890 | Simon Newcomb (1835–1909)                   | kanadensisk-amerikansk astronom och matematiker                       |
| 1891 | Stanislao Cannizzaro (1826–1910)            | italiensk kemist                                                      |
| 1892 | Rudolf Virchow (1821–1902)                  | tysk läkare, patolog, biolog och politiker                            |
| 1893 | George Gabriel Stokes (1819–1903)           | brittisk matematiker och fysiker                                      |
| 1894 | Edward Frankland (1825–1899)                | brittisk kemist                                                       |
| 1895 | Karl Weierstrass (1815–1897)                | tysk matematiker                                                      |
| 1896 | Karl Gegenbaur (1826–1903)                  | tysk anatom                                                           |
| 1897 | Albert von Kölliker (1817–1905)             | schweizisk anatom och fysiolog                                        |
| 1898 | William Huggins (1824–1910)                 | brittisk astronom                                                     |
| 1899 | Lord Rayleigh (1842–1919)                   | brittisk fysiker, Nobelpristagare 1904                                |
| 1900 | Marcellin Berthelot (1827–1907)             | fransk kemist och politiker                                           |
| 1901 | Willard Gibbs (1839–1903)                   | amerikansk fysiker, kemist och matematiker                            |
| 1902 | Joseph Lister (1827–1912)                   | brittisk kirurg                                                       |
| 1903 | Eduard Suess (1831–1914)                    | österrikisk geolog                                                    |
| 1904 | William Crookes (1832–1919)                 | brittisk kemist och fysiker                                           |
| 1905 | Dmitrij Mendelejev (1834–1907)              | rysk kemist                                                           |
| 1906 | Ilja Metjnikov (1845–1916)                  | rysk mikrobiolog, Nobelpristagare 1908                                |
| 1907 | Albert Abraham Michelson (1852–1931)        | polsk-amerikansk fysiker, Nobelpristagare 1907                        |
| 1908 | Alfred Russel Wallace (1823–1913)           | brittisk forskningsresande, geograf, antropolog och biolog            |
| 1909 | George William Hill (1838–1914)             | amerikansk astronom och matematiker                                   |
| 1910 | Francis Galton (1822–1911)                  | brittisk antropolog och psykolog                                      |
| 1911 | George Howard Darwin (1845–1912)            | brittisk astronom och matematiker                                     |
| 1912 | Felix Klein (1849–1925)                     | tysk matematiker                                                      |
| 1913 | Ray Lankester (1847–1929)                   | brittisk zoolog                                                       |
| 1914 | Joseph John Thomson (1856–1940)             | brittisk fysiker, Nobelpristagare 1906                                |
| 1915 | Ivan Pavlov (1849–1936)                     | rysk fysiolog, psykolog och läkare, Nobelpristagare 1904              |
| 1916 | James Dewar (1842–1923)                     | brittisk kemist och fysiker                                           |
| 1917 | Émile Roux (1853–1933)                      | fransk läkare, bakteriolog och immunolog                              |
| 1918 | Hendrik Antoon Lorentz (1853–1928)          | nederländsk fysiker, Nobelpristagare 1902                             |
| 1919 | William M. Bayliss (1860–1924)              | brittisk fysiolog                                                     |
| 1920 | Horace Tabberer Brown (1848–1925)           | brittisk kemist                                                       |
| 1921 | Joseph Larmor (1857–1942)                   | brittisk fysiker och matematiker                                      |
| 1922 | Ernest Rutherford (1871–1937)               | nyzeeländsk kärnfysiker, Nobelpristagare 1908                         |
| 1923 | Horace Lamb (1849–1934)                     | brittisk tillämpad matematiker                                        |
| 1924 | Edward Albert Sharpey-Schafer (1850–1935)   | brittisk fysiolog                                                     |
| 1925 | Albert Einstein (1879–1955)                 | tyskfödd teoretisk fysiker, Nobelpristagare 1921                      |
| 1926 | Frederick Hopkins (1861–1947)               | brittisk biokemist, Nobelpristagare 1929                              |
| 1927 | Charles Sherrington (1857–1952)             | brittisk neurofysiolig, bakteriolog och patolog, Nobelpristagare 1932 |
| 1928 | Charles Parsons (1854–1931)                 | brittisk ingenjör                                                     |
| 1929 | Max Planck (1858–1947)                      | tysk fysiker, Nobelpristagare 1918                                    |
| 1930 | William Bragg (1862–1942)                   | brittisk fysiker och kemist, Nobelpristagare 1945                     |
| 1931 | Arthur Schuster (1851–1934)                 | tyskfödd brittisk fysiker                                             |
| 1932 | George Ellery Hale (1868–1938)              | amerikansk solastronom                                                |
| 1933 | Theobald Smith (1859–1934)                  | amerikansk patolog och epidemiolog                                    |
| 1934 | John Scott Haldane (1850–1936)              | brittisk fysiolog                                                     |
| 1935 | Charles Thomson Rees Wilson (1869–1959)     | brittisk fysiker och meteorolog, Nobelpristagare 1927                 |
| 1936 | Arthur Evans (1851–1941)                    | brittisk arkeolog                                                     |
| 1937 | Henry Dale (1875–1968)                      | brittisk farmakolog, Nobelpristagare 1936                             |
| 1938 | Niels Bohr (1885–1962)                      | dansk fysiker, Nobelpristagare 1922                                   |
| 1939 | Thomas Hunt Morgan (1866–1945)              | amerikansk genetiker, Nobelpristagare 1933                            |
| 1940 | Paul Langevin (1972–1946)                   | fransk fysiker                                                        |
| 1941 | Thomas Lewis (1881–1945)                    | brittisk kardiolog                                                    |
| 1942 | Robert Robinson (1886–1975)                 | brittisk kemist, Nobelpristagare 1947                                 |
| 1943 | Joseph Barcroft (1872–1947)                 | brittisk fysiolog                                                     |
| 1944 | Geoffrey Taylor (1886–1975)                 | brittisk fysiker                                                      |
| 1945 | Oswald Theodore Avery (1877–1955)           | kanadensisk-amerikansk läkare                                         |
| 1946 | Edgar Douglas Adrian (1889–1977)            | brittisk elektrofysiolog, Nobelpristagare 1932                        |
| 1947 | Godfrey Harold Hardy (1877–1947)            | brittisk matematiker                                                  |
| 1948 | Archibald Vivian Hill (1886–1977)           | brittisk fysiolog och biofysiker, Nobelpristagare 1922                |
| 1949 | George de Hevesy (1885–1966)                | ungersk-dansk fysiker, Nobelpristagare 1943                           |
| 1950 | James Chadwick (1891–1974)                  | brittisk fysiker, Nobelpristagare 1935.                               |
| 1951 | David Keilin (1887–1963)                    | polsk-brittisk entomolog                                              |
| 1952 | Paul Dirac (1902–1984)                      | brittisk teoretisk fysiker, Nobelpristagare 1933                      |
| 1953 | Albert Jan Kluyver (1888–1956)              | nederländsk mikrobiolog och biokemist                                 |
| 1954 | Edmund Whittaker (1873–1956)                | brittisk matematiker                                                  |
| 1955 | Ronald Fisher (1890–1962)                   | brittisk statistiker, evolutionsbiolog och genetiker                  |
| 1956 | Patrick Maynard Stuart Blackett (1897–1974) | brittisk fysiker, Nobelpristagare 1948                                |
| 1957 | Howard Florey (1898–1968)                   | australisk farmakolog, Nobelpristagare 1945                           |
| 1958 | John Edensor Littlewood (1885–1977)         | brittisk matematiker                                                  |
| 1959 | Macfarlane Burnet (1899–1985)               | australisk virolog, Nobelpristagare 1960                              |
| 1960 | Harold Jeffreys (1891–1989)                 | brittisk matematiker, statistiker, geofysiker och astronom            |
| 1961 | Hans Krebs (1900–1981)                      | tysk-brittisk läkare och biokemist, Nobelpristagare 1953              |
| 1962 | Cyril Hinshelwood (1897–1967)               | brittisk fysikalisk kemist, Nobelpristagare 1956                      |
| 1963 | Paul Fildes (1882–1971)                     | brittisk patolog och mikrobiolog                                      |
| 1964 | Sydney Chapman (1888–1970)                  | brittisk matematiker och geofysiker                                   |
| 1965 | Alan Hodgkin (1914–1998)                    | brittisk fysiolog, Nobelpristagare 1963                               |
| 1966 | Lawrence Bragg (1890–1971)                  | brittisk fysiker, Nobelpristagare 1915                                |
| 1967 | Bernard Katz (1911–2003)                    | tysk-brittisk neurofysiolog, Nobelpristagare 1970                     |
| 1968 | Tadeus Reichstein (1897–1996)               | polsk-schweizisk kemist, Nobelpristagare 1950                         |
| 1969 | Peter Medawar (1915–1987)                   | brasiliansk-brittisk immunolog, Nobelpristagare 1960                  |
| 1970 | Alexander Robertus Todd (1907–1997)         | brittisk biokemist, Nobelpristagare 1957                              |
| 1971 | Norman Wingate Pirie (1907–1997)            | brittisk biokemist och virolog                                        |
| 1972 | Nevill Mott (1905–1996)                     | brittisk fysiker, Nobelpristagare 1977                                |
| 1973 | Andrew Huxley (1917–2012)                   | brittisk fysiolog och biofysiker, Nobelpristagare 1963                |
| 1974 | William Hodge (1903–1975)                   | skotsk matematiker                                                    |
| 1975 | Francis Crick (1916–2004)                   | brittisk molekylärbiolog och fysiker, Nobelpristagare 1962            |
| 1976 | Dorothy Mary Crowfoot Hodgkin (1910–1994)   | brittisk kemist, Nobelpristagare 1964                                 |
| 1977 | Frederick Sanger (1918–2013)                | brittisk biokemist, Nobelpristagare 1958 och 1980                     |
| 1978 | Robert Burns Woodward (1917–1979)           | amerikansk organisk kemist, Nobelpristagare 1965                      |
| 1979 | Max Ferdinand Perutz (1914–2002)            | österrikisk-brittisk biolog, Nobelpristagare 1962                     |
| 1980 | Derek Barton (1918–1998)                    | brittisk kemist, Nobelpristagare 1969                                 |
| 1981 | Peter Dennis Mitchell (1920–1992)           | brittisk biokemist, Nobelpristagare 1978                              |
| 1982 | John Cornforth (1917–2013)                  | australisk kemist, Nobelpristagare 1975                               |
| 1983 | Rodney Robert Porter (1917–1985)            | brittisk biokemist, Nobelpristagare 1972                              |
| 1984 | Subrahmanyan Chandrasekhar (1910–1995)      | indisk-amerikansk astrofysiker, Nobelpristagare 1983                  |
| 1985 | Aaron Klug (1926–2018)                      | litauisk-brittisk kemist, Nobelpristagare 1982                        |
| 1986 | Rudolf Peierls (1907–1995)                  | tysk-brittisk fysiker                                                 |
| 1987 | Robert Hill (1899–1991)                     | brittisk biokemist                                                    |
| 1988 | Michael Francis Atiyah (1929–2019)          | brittisk matematiker                                                  |
| 1989 | César Milstein (1927–2002)                  | argentinsk biokemist, Nobelpristagare 1984                            |
| 1990 | Abdus Salam (1926–1996)                     | pakistansk teoretisk fysiker, Nobelpristagare 1979                    |
| 1991 | Sydney Brenner (1927–2019)                  | sydafrikansk biolog, Nobelpristagare 2002                             |
| 1992 | George Porter (1920–2002)                   | brittisk kemist, Nobelpristagare 1967                                 |
| 1993 | James Watson (född 1928)                    | amerikansk molekylärbiolog, Nobelpristagare 1962                      |
| 1994 | Charles Frank (1911–1998)                   | brittisk teoretisk fysiker                                            |
| 1995 | Frank Fenner (1914–2010)                    | australisk virolog                                                    |
| 1996 | Alan Cottrell (1919–2012)                   | brittisk metallurg och fysiker                                        |
| 1997 | Sir Hugh Huxley (1924–2013)                 | brittisk biolog                                                       |
| 1998 | Sir James Lighthill (1924–1998)             | brittisk matematiker                                                  |
| 1999 | John Maynard Smith (1920–2004)              | brittisk evolutionsbiolog                                             |
| 2000 | Sir Alan Battersby (1925–2018)              | brittisk organisk-kemist                                              |
| 2001 | Jacques Miller (född 1931)                  | fransk immunolog                                                      |
| 2002 | John Pople (1925–2004)                      | brittisk teoretisk kemist, Nobelpristagare 1998                       |
| 2003 | Sir John Gurdon (född 1933)                 | brittisk biolog                                                       |
| 2004 | Sir Harold Kroto (1939–2016)                | brittisk kemist, Nobelpristagare 1996                                 |
| 2005 | Paul Nurse (född 1945)                      | brittisk biokemist                                                    |
| 2006 | Stephen Hawking (1942–2018)                 | brittisk teoretisk fysiker                                            |
| 2007 | Robert May (född 1936)                      | australisk fysiker                                                    |
| 2008 | Roger Penrose (född 1931)                   | brittisk matematiker, teoretisk fysiker                               |
| 2009 | Sir Martin Evans (född 1941)                | brittisk genetiker, Nobelpristagare 2007                              |
| 2010 | Sir David Cox (född 1924)                   | brittisk statistiker                                                  |
| 2010 | Tomas Lindahl (född 1938)                   | svensk cancerforskare (två medaljer på grund av 350-årsjubileet)      |
| 2011 | Dan McKenzie (född 1942)                    | brittisk geofysiker                                                   |
| 2012 | John E. Walker (född 1941)                  | brittisk kemist, Nobelpristagare 1997.                                |
| 2013 | Andre Geim (född 1958)                      | rysk-nederländsk fysiker och materialvetare, Nobelpristagare 2010     |
| 2014 | Alec Jeffreys (född 1950)                   | brittisk genetiker och professor                                      |
| 2015 | Peter Higgs (född 1929)                     | brittisk fysiker                                                      |
| 2016 | Richard Henderson (född 1945)               | skotsk biolog                                                         |
| 2017 | Andrew Wiles (född 1953)                    | brittisk matematiker                                                  |
| 2018 | Jeffrey Gordon (född 1947)                  | amerikansk biolog                                                     |
| 2019 | John Bannister Goodenough (1922–2023)       | amerikansk fysiker                                                    |
| 2020 | Alan Fersht (född 1943)                     | brittisk kemist                                                       |
| 2021 | Jocelyn Bell (född 1943)                    | brittisk astrofysiker                                                 |
| 2022 | Oxford Vaccine Group                        | vetenskaplig arbetsgrupp                                              |
| 2023 | Martin Rees                                 | brittisk astrofysiker                                                 |